# محمد بن معمر بن حمد التميمي
الأمير محمد ابن الأمير معمر ابن الأمير حمد ابن الأمير حسن بن طوق بن سيف التميمي هو الأمير الرابع لإمارة العيينة.